# Abner
Abner (hebr. אבנר), syn Nera (zm. ok. 1010 p.n.e.) – postać biblijna występująca w 1 Księdze Samuela i 2 Księdze Samuela, wspominany w 1 Księdze Królewskiej. Dowódca wojsk Saula i Iszbaala. Zamordowany przez Joaba.
Według 17 rozdziału 1 Księgi Samuela Abner przedstawił Saulowi Dawida po jego zwycięstwie nad Goliatem. Fragment ten jest jednak opuszczony przez kodeks B Septuaginty. Po śmierci Saula doprowadził do obwołania królem Iszbaala, zwanego również Iszboszetem, chociaż Jahwe poprzez Samuela namaścił na króla Dawida. Doszło do wojny domowej, podczas której wojska Iszbaala pod wodzą Abnera doznały klęski w bitwie na Polu Boków. Podczas bitwy Abner zabił brata Joaba, Asahela. Po tym, jak Iszbaal posądził Abnera o obcowanie z nałożnicą Saula, Rispą, dowódca postanowił przejść na stronę Dawida. Warunkiem Dawida było odesłanie mu jego żony, córki Saula Mikal, co Abner uczynił, pomimo sprzeciwu jej drugiego męża, Paltiela. Abner nakłaniał starszyznę izraelską do uznania władzy królewskiej Dawida, po czym udał się do Dawida przebywającego w Hebronie i obiecał mu pomoc w objęciu władzy nad całym Izraelem. Jednak Joab, dowódca wojsk Dawida, przekonywał króla, że postępowanie Abnera to podstęp. Następnie, żądny zemsty za śmierć swego brata, zamordował Abnera. Dowódcę pochowano w Hebronie. Dawid nie ukarał Joaba za morderstwo, gdyż był świadomy jego wpływów. Kara została wymierzona dopiero przez Salomona, zgodnie z ostatnią wolą Dawida.